# Garrdimalga mcnamarai
Garrdimalga mcnamarai — викопний вид куроподібних птахів родини великоногових (Megapodiidae). Вид мешкав у плейстоцені в Австралії. Скам'янілі рештки виду знайдені у кар'єрі Куррамулка в Південній Австралії.